# Bill Tuiloma
Bill Poni Tuiloma (Otahuhu, 1996. december 9. –) új-zélandi válogatott labdarúgó, az amerikai Charlotte hátvédje.
Bekerült a 2011-es U17-es OFC-bajnokságon, a 2011-es U17-es labdarúgó-világbajnokságon, a 2013 és 2015-ös U20-as labdarúgó-világbajnokságon, a 2016-os OFC-nemzetek kupáján és a 2017-es konföderációs kupán részt vevő keretbe.

## Statisztika
| Válogatott | Szezon   | Mérkőzés | Gól |
| ---------- | -------- | -------- | --- |
| Új-Zéland  | 2013     | 2        | 0   |
| Új-Zéland  | 2014     | 5        | 0   |
| Új-Zéland  | 2015     | 2        | 0   |
| Új-Zéland  | 2016     | 6        | 0   |
| Új-Zéland  | 2017     | 9        | 0   |
| Új-Zéland  | 2018     | 0        | 0   |
| Új-Zéland  | 2019     | 2        | 0   |
| Új-Zéland  | 2020     | 0        | 0   |
| Új-Zéland  | 2021     | 1        | 1   |
| Összesen   | Összesen | 27       | 1   |

## Sikerei, díjai

### Klub
- RC Strasbourg
  - Francia harmadosztály: 2015–16

### Válogatott
- Új-Zéland U17
  - U17-es OFC-bajnokság: 2011

- Új-Zéland U20
  - U20-as OFC-bajnokság: 2013

- Új-Zéland
  - OFC-nemzetek kupája: 2016